# Majestas Leprosus
A Majestas Leprosus a francia egyszemélyes black metal zenekar Mütiilation harmadik nagylemeze. 2002–2003 telén lett felvéve és 2003 márciusában lett kiadva a Ordealis Records kiadó által.
Az album kétszer lett kiadva egymás után CD-n, először 2000, másodszor 1000 példányszámban. A második kiadás tartalmazza az album dalszövegeit bookletben. 2005-ben az album ki lett adva LP formátumban egy másik borítóval, 666 példányszámra korlátozva. A Dark Adversary Productions kiadó 2012-ben újra kiadta az albumot.
Az albumon kilenc szám található és három részre van felosztva a számlista. Mindegyik rész tartalmaz három dalt:
1. From the Evil Vortex
2. Predominance of Belzebuth
3. ....To the Suicidal Void

## Számlista
1. Introducing the Plague (0:26)
2. Tormenting my Nights (8:15)
3. Destroy your Life for Satan (5:35)
4. Bitterness Bloodred (5:54)
5. Majestas Leprosus (3:18)
6. Beyond the Decay of Time and Flies (6:36)
7. The Ugliness Inside (6:02)
8. If those Walls could Speak (7:47)
9. Words of Evil (1:18)

## Fordítás
Ez a szócikk részben vagy egészben  a   Majestas Leprosus című angol Wikipédia-szócikk fordításán alapul.  Az eredeti cikk szerkesztőit annak laptörténete sorolja fel. Ez a jelzés csupán a megfogalmazás eredetét és a szerzői jogokat jelzi, nem szolgál a cikkben szereplő információk forrásmegjelöléseként.